# إيفرتون فيليبي
إيفرتون فيليبي (بالبرتغالية: Everton Felipe) هو لاعب كرة قدم برازيلي في مركز الوسط، ولد في 28 يوليو 1997 في Limoeiro ‏ في البرازيل. لعب مع نادي إنترناسيونال ونادي سبورت ريسيفه.

## وصلات خارجية
- إيفرتون فيليبي على موقع قاعدة بيانات كرة القدم.إي يو (الإنجليزية)
- إيفرتون فيليبي على موقع Soccerway.com (الإنجليزية)